# Stanley Robinson
Sir Edward Stanley Gotch Robinson, FBA (1887–1976), geralmente conhecido como (Sir) Stanley Robinson, era um numismata, especializado em moedas gregas e romanas. Foi guardião do Departamento de Moedas e Medalhas do Museu Britânico.

## Biografia
Robinson estudou no Clifton College, em Bristol, e na Christ Church, em Oxford. Ingressou na Escola Britânica em Atenas, 1910-11, e foi trabalhar para o Departamento de Moedas e Medalhas do Museu Britânico em 1912. Ele alistou-se no exército em 1914, mas foi ferido em combate na França e, depois de um período no Ministério do Interior, regressou ao seu trabalho no Museu Britânico, tornando-se vice-guardião em 1936 e guardião (chefe) do Departamento entre 1949– 52. Foi, de seguida, nomeado Reader in Numismatics, na Universidade de Oxford, e aconselhou o colecionador de arte Calouste Gulbenkian na sua coleção numismática agora em exposição no Museu Calouste Gulbenkian. 
Aposentou-se em 1955, mas continuou a aconselhar no Heberden Coin Room no Ashmolean Museum, Oxford, para o qual doou sua própria coleção em 1964. O ESG Robinson Trust continua a apoiar a numismática.
Casou-se com Pamela Horsley em 1917.

## Prêmios e honras
- 1910 - Vencedor do Prémio Barclay Head
- 1955 - Premiado com um doutorado honorário da Universidade de Oxford
- 1972 - Robinson foi nomeado cavaleiro